# Benton Falls (Band)
Benton Falls war ein amerikanisches Emo-Trio aus Santa Rosa im Bundesstaat Kalifornien.

## Geschichte
Zur Veröffentlichung des zweiten Albums kamen Spekulationen auf, dass die Band sich auflösen wolle. Danach gab es kein weiteres Lebenszeichen von der Band – aber 2010 wurde seitens Deep Elm Records eine Kompilation mit unveröffentlichten Songs auf den Markt gebracht.

## Stil
In einer Besprechung zum Album Guilt Beats Hate schrieb Jan Schwarzkamp vom Ox-Fanzine, dass es „wirklich nicht schlecht“ und damit besser als der übliche Durchschnitt des Labels Deep Elm Records sei. Die langen Songs würde nicht durch Eingängkeit bestechen, wären aber „schön zu hören“. Es wurde positiv hervorgehoben, „dass hier und da auch mal verzweifeltem Geschrei Platz gemacht“ werde.

## Diskografie
- 2001: Fighting Starlight (Album, Deep Elm Records, Count Your Lucky Stars Records)
- 2003: Guilt Beats Hate (Album, Deep Elm Records, City Boot Records)
- 2010: Ashes and Lies (EP, Deep Elm Records)